# Frontera entre Grecia y Turquía
La frontera entre Grecia y Turquía sigue tres tipos de rutas: en Tracia, una ruta fluvial (en dos secciones) a lo largo del Evros/Maritsa y una ruta terrestre corta hasta el "triángulo de Karaağaç" (parte del territorio en la margen derecha de río frente a Edirne) y en el mar Egeo, una larga ruta marítima con una división muy compleja, debido a la multiplicidad de islas griegas, algunas de las cuales se encuentran en las inmediaciones de las costas de Asia Menor.

## Historia

Frontera occidental de Turquía según el tratado de Lausana de 1923.

Mapa de la frontera marítima junto a Kastelorizo, definida por convención de 1932.

Hasta las guerras de los Balcanes, el reino de Grecia, independiente desde 1832, no tenía fronteras terrestres con el Imperio otomano en Epiro y Tesalia, del que estaba separada por Bulgaria. Sufrió una primera modificación en 1881 durante la Conferencia de Constantinopla, después del Congreso de Berlín después de la guerra ruso-turca de 1877-1878: Grecia obtuvo la mayor parte de Tesalia. La nueva frontera pasó al sur de Ioánina y el monte Olimpo.
Tras la Primera Guerra Mundial, los tratados de Neuilly (con Bulgaria) y Sèvres (con el Imperio otomano) le hicieron encontrar a uno, por un lado, en la «línea de Çatalca», a 70 km al oeste de Constantinopla, y por otro lado en Jonia, alrededor de Esmirna en Asia Menor.
La derrota en la siguiente guerra contra Turquía, estableció definitivamente la frontera terrestre en el momento del tratado de Lausana de 1923, siguiendo el curso del Maritsa a partir de un trifinio que agrupaba las fronteras greco-búlgara y turco-búlgara, ubicado en una isla fluvial frente a la ciudad turca de Kapıkule, al noreste de Edirne. La retrocesión del Dodecaneso por Italia en 1947 define definitivamente la frontera marítima, a excepción de las islas deshabitadas de Imia que Turquía reivindica y ha intentado varias veces ocupar. El límite territorial marino de 12 millas según la Convención de Montego Bay (no ratificada por Turquía, que se estima perjudicada por estas reglas) ha sido fijada por Grecia a 6 millas marinas, bajo la presión de las amenazas militares turcas en caso de aplicación de la convención.

## Aspectos estratégicos

Frontera marítima de Grecia (aguas territoriales en azul) y Turquía (en rojo) en el Mar Egeo, con aguas territoriales a 6 millas.

El río Maritsa o Évros es considerado por el Ejército Griego como la principal defensa natural contra Turquía. Sin embargo, esta última obtuvo durante el tratado de Lausana el "triángulo de Karaağaç" en la orilla derecha del Evros en Edirne. Los militares griegos temen que este pequeño territorio sea utilizado por las tropas turcas en un ataque contra Grecia. La configuración de la llanura costera del Evros favorece un posible avance de las tropas terrestres enemigas. Una solución es desarrollar una armada poderosa para cubrir esta llanura costera. Esta marina es aún más importante ya que el resto de la frontera con Turquía es marítimo

## Puntos de paso
Los principales puestos fronterizos terrestres a lo largo del Maritsa, entre Turquía (provincia de Edirne) y Grecia (periferia de Evros) son:
- İpsala (Turquía) frente a Kipoi (Grecia)
- Karaağaç (Turquía) frente a Kastanies (Grecia)
- Uzunköprü (Turquía), poste fronterizo ferroviario, frente a la estación de Pythion (Grecia)